# Elmshorn
Elmshorn er en by i det nordlige Tyskland med 48.267 indbyggere (2006) [kilde mangler], beliggende i Pinneberg Amtkreds i delstaten Slesvig-Holsten. Den ligger 32 km nord for Hamborg ved den lille, men tidligere sejlbare flod Krückau på grænsen af marskegnene tæt ved Elben. Det er den 6. største by i Slesvig-Holsten.

## Historie

### Middelalderen
Elmshorn blev første gang nævnt i 1141 som Elmeshorne, sognet Elmshorn i 1362.

### Renæssancen
I 1500-tallet tog studehandelen et opsving. Transporten til markederne i Hamborg og Nederlandene ad landeveje gav gode muligheder for afgiftsbelæggelse, herunder i Elmshorn. I Pinneberg var der en vejafgift og en toldafgift for transport til Ditmarsken, som ditmarskerne i 1553 med en engangsbetaling på 100 daler til at bygge en stenvej for gennem Elmshorn slap for videre at betale.
Elmshorn blev den 1. november 1570 ramt af oversvømmelse. I 1605 blev byen ramt af pest, den 10. februar 1622 blev byen atter ramt af oversvømmelse.
I begyndelsen af Trediveårskrigen slog fjendtlige tropper, under kommando af feltmarskal Wallenstein i 1627 lejr i Elmshorn for herfra at drage videre mod Glückstadt, Krempe og Breitenburg. Det følgende år blev byen ramt af pest og den blev afbrændt af plyndrende kejserlige kroatiske styrker. Under krigen med Sverige i den sene fase af 30-årskrigen, trak en svensk hær i 1643 gennem byen og ødelagde den.
Den 11. oktober 1634 blev byen atter ramt af oversvømmelse. Den 5. september 1644 blev store dele af byen afbrændt af svenskerne.
Siden 1650 tilhørte den nord for Krückau beliggende del af Elmshorn grevskabet Rantzau. I 1657, under svenskekrigen (1655-1660 )blev byen den 5. august 1657 nedbrændt af  Karl X Gustavs tropper, efter at de have erobret den fra de danske tropper der forsvarede overgangen over Krückau og skansen Kruckschanze. Krückau-overgangen lå mellem landsbyerne Elmshorn og Vormstegen/Klostersande, ved bredden af Krückau, der dengang slog et u-formet sving mod nord så den dannede en gennemskåret og sumpet ådal, der var en væsentlig hindring for en fremrykkende hær med tunge kanoner. Derfor havde danskerne bygget fæstningen Kruckschanze her, omtrent på det område hvor nutidens gamle rensningsanlæg ligger. Endnu i dag anvendes "Kruck" og "Vormstegen" som gadenavne.

### Under enevælden
Det 18. århundrede bragte et mindre opsving til Elmshorn. I 1736 fik stedet status af flække, og fra 26. august 1741 blev officielt tilladt at afholde et ugentligt marked. Det fandt sted omkring Nikolai Kirke indtil i 1960'erne læderfabrikken i bymidten nedlagdes og en nedrivning skabte et større rum, Buttermarkt (Smørmarkedet) opstod. Elmshorn blev endvidere hjemsted for skibsbyggeri: i 1728 blev bygget en evert på 8 læster, 1730-40 syv everter på 66 læster, 1741-48 otte everter på 75 læster (til Glückstadt) og en pram på 9 læster (til Itzehoe), 1782-89 en jolle og to everter på 8½ læster, 1797 en evert på 5 læster, 1803-13 fire everter på 31 læster og i 1820-erne seks everter.
Midten af det 18. århundrede bragte imidlertid igen død og ødelæggelse til Elmshorn. Den 24. april 1750 nedbrændte 68 bygninger i den store brand i Elmshorn. Ved den store oversvømmelse i 1756, som krævede næsten 600 dødsfald i marsken, blev Elmshorn stort set forskånet, så stedet kunne modtage mange overlevende beboere fra marsken. I 1792 ramte en ny oversvømmelse.
Under Napoleonskrigene var Elmshorn 1813-1814 besat af en fjendtlig hær af russere, svenskere og preussere.

### I helstaten
I 1825 ødelagde en oversvømmelse nogle huse.
Efter afslutningen af Napoleonskrigene blomstrede Elmshorn ligesom den nederste Elben og andre sejlbare floder i regionen takket være hvalfangst, da den danske konge Frederik VI fremmede den elbiske og slesvig-holstenske Grønlandssejlads for at tilfredsstille den stigende efterspørgsel efter tran. I det 19. århundrede var sæl- og hvalfangsten og handelen i Elmshorn med produkterne herfra så betydelig, at stedet også blev kaldt "dat Lütje Hamborg" ("det lille Hamborg").
Elmshorns rolige vækst viste sig i den danske tid i første halvdel af 1800-tallet: 3.158 indbyggere i 1835, 3.342 indbyggere i 1840, 3.671 indbyggere i 1845, 4.461 indbyggere i 1855 og 4.700 indbyggere i 1860.
De hjemmehørende handelsskibes antal og kommerclæster i Elmshorn fremgår af nedenstående tabel:
| År   | Antal | kmcl   |
| ---- | ----- | ------ |
| 1824 | 123   | 795    |
| 1832 | 112   | 937    |
| 1833 | 113   | 949½   |
| 1834 | 108   | 918    |
| 1835 | 104   | 879½   |
| 1836 | 105   | 1.028½ |
| 1837 | 105   | 1.040½ |
| 1838 | 108   | 1.064  |
| 1839 | 112   | 1.072¼ |

Elmshorn havde landevejs-forbindelse over Steinburg til Itzehoe og over Krempe til Glückstadt.
I 1844 åbnedes jernbanen mellem Altona og Kiel med station i Elmshorn som den første jernbane i helstaten. Den 19. juli 1845 åbnedes jernbanestrækningen Elmshorn-Glückstadt.
Elmshorn havde i 1855 en lang række fabrikker og manufakturer, således garverier og læderfabrikker, en læderlakeringsfabrik, en vognfabrik, en handskemanufaktur, to bomuldsvatfabrikker, en spritfabrik, fire tobaksfabrikker, to saltraffinaderier, en chokoladefabrik, to eddikefabrikker, en stivelsesfabrik, en stråhattefabrik, en skærmfabrik, to litografvirksomheder, et uldtrykkeri, en mineralvandsfabrik, en cementfabrik, en sæbefabrik, en vindsavmølle, et savværk, et kalkbrænderi, syv teglværker, et tranbrænderi, to oliemøller, en damppapirfabrik, en korndampmølle, fem dampbrændevinsbrænderier, flere bryggerier, et skibstvebak-bageri. Endvidere havde byen apotek, poststation, toldsted, 4 læger, 2 advokater, 4 værtshuse.

### Under Preussen
Elmshorn fik købstadsrettigheder i 1870. Byen havde 12.208 indbyggere i 1895. Omkring 1. verdenskrig havde byen en betydelig industri indenfor læder (især skotøj), tobak, olie m.m., bomulds- og lærredsvæverier, samt skibsbyggeri; ligeledes havde den en stor handel, især med korn, og skibsfart. Byen havde en synagoge, foruden en luthersk kirke og flere kapeller, et hospital og en kreditbank. I 1910 havde byen 14.689 indbyggere.